# Минские городские линии
Ми́нские городски́е ли́нии (бел. Мінскія гарадскія лініі) — система внеуличного железнодорожного общественного транспорта в Минске и Минской агломерации. Представляет собой сеть железнодорожных маршрутов с использованием электропоездов, связывающих Минск с его городами-спутниками — Беларусь (Заславль), Руденск (городской посёлок) и Красное знамя. Протяжённость трёх линий с 37 станциями составляет 116,2 километра. Обслуживанием и перевозкой пассажиров занимается Белорусская железная дорога.

## История
Проектирование и внедрение «городских линий», как нового формата железнодорожных пассажирских перевозок началось в 2010 году. Первая линия от станции Минск-Пассажирский до станции Беларусь в тестовом режиме была запущена 1 июля 2011 года. С 10 сентября 2011 года открыто регулярное движение по первому маршруту. В настоящее время на линии «Минск-Пассажирский — ст. Беларусь» поезда курсируют 28 раз в день в прямом и обратном направлениях.
Ещё 10 октября 2011 года в тестовом режиме начали следовать электропоезда городских линий из Минска в Руденск. С 7 ноября 2013 года перевозки стали регулярными и официально был открыт второй маршрут — «Минск-Пассажирский — ст. Руденск». Поезда курсируют 9 раз в день в прямом и обратном направлениях.
6 ноября 2015 года было открыто движение электропоездов ЭПГ по маршруту «Минск-Восточный — Смолевичи». 26 марта 2021 года маршрут был продлён до станции Красное Знамя, тем самым городскими линиями был охвачен весь город Смолевичи, включая остановочный пункт Заречное. В 2016 году электропоезда городских линий на участке Минск-Восточный — Смолевичи перевезли 184,7 тысяч человек, в 2017 году — 234,7 тысяч, в 2018-м — 295,8 тысяч и чуть более 348 тысяч пассажиров в 2019 году.
В 2019—2020 годах на остановочных пунктах от станции Помыслище до станции Койданово были проведены работы по капитальному ремонту и модернизации, для дальнейшей организации перевозок пассажиров поездами городских линий между Минском и городом-спутником Дзержинском. На платформах асфальтное покрытие было заменено на тротуарную плитку, отремонтированы пассажирские павильоны, заменены опоры и светильники, обустроены автомобильные площадки. В 2015—2017 годах реконструкция проводилась на остановочном пункте Курасовщина.

## Пассажиропоток
За девять месяцев 2013 года городскими линиями было перевезено 1,45 млн пассажиров. Белорусская железная дорога в 2018 году электропоездами городских линий перевезла почти 3,8 млн пассажиров, что на 8,7% больше, чем в 2017 году. По состоянию на середину 2019 года, пассажиры возмещали 21 % затрат на работу поездов городских линий.

## Линии
| №      | Направление                                                        | Год открытия | Год открытия последней станции | Длина, км | Число станций | Среднее расстояние, км | Время в пути, мин. |
| ------ | ------------------------------------------------------------------ | ------------ | ------------------------------ | --------- | ------------- | ---------------------- | ------------------ |
|        | Минск — Заславль (ст. Минск-Пассажирский — ст. Беларусь)           | 2011         | 2011                           | 26,3      | 10            | 2,63                   | 34—35              |
|        | Минск — Руденск (ст. Минск-Пассажирский — ст. Руденск)             | 2013         | 2013                           | 41,3      | 13            | 3,18                   | 43—53              |
|        | Минск — Красное Знамя (ст. Минск-Пассажирский — ст. Красное Знамя) | 2015         | 2021                           | 48,6      | 14            | 3,47                   | 59—74              |
| Всего: | Всего:                                                             | Всего:       | Всего:                         | 116,2     | 37            | 3,14                   |                    |

Линия Минск — Заславль
Железнодорожный маршрут был открыт в 2011 году на базе действующей железнодорожной магистрали. Маршрут от станции Минск-Пассажирский до станции Беларусь в Заславле имеет протяжённость 26,3 км с 10 станциями. Время в пути составляет около 35 минут, от конечных станций ежедневно отправляются 17-18 рейсов со средним интервалом в 60 минут (минимальный интервал 25-30 минут в часы «пик»). В сочетании с электропоездами региональных линий на маршруте обеспечивается минимальный интервал в 15-20 минут в пиковые часы.
Со станций Минск-Северный и Минск-Пассажирский осуществляется пересадка на станции метрополитена Молодёжная и пересадочный узел Площадь Ленина/Вокзальная соответственно.
Линия Минск — Руденск
Маршрут городских линий в направлении городского посёлка Руденск был открыт на базе действующей железнодорожной магистрали и действующих маршрутов пригородных электричек. Официальный запуск маршрута состоялся в 2013 году, который работал в тестовом режиме с 2011 года. Расстояние между конечными станциями составляет более 40 километров и около 45-55 минут в пути. Маршрут имеет 13 остановок, на момент открытия таковых предусматривалось только семь, все из которых были практически в городской черте. По маршруту ежедневно курсируют 9 пар поездов с интервалом в 60-90 минут.
Линия Минск — Красное Знамя
Последняя на настоящее время линия городской электрички была открыта в 2015 году на основе пригородных маршрутов электрички «Минск — Орша». Расстояние между конечными станциями составляет почти 50 километров с 60-70 минутами в пути, до Смолевичей — 53 минуты. На маршруте изначально имелось 12 станций, к которыми в 2021 году были добавлены ещё две — Заречное и Красное Знамя (в посёлке Октябрьский), которые были введены для обслуживания пассажиров в восточных микрорайонах Смолевичей. Маршрут имеет всего четыре рейса в сутки (три — в промежутке между 6 и 9 часами с интервалом 60-120 минут; один — вечерний). На станциях Минск-Восточный и Минск-Пассажирский сформированы транспортно-пересадочные узлы со всеми линиями минского метро и наземным транспортом.
Линия Минск — Дзержинск
В планах Белорусской железной дороги до 2020 года планировалось приобрести четыре состава электропоездов городских линий серии ЭПг, которые должны были следовать до городов-спутников Дзержинск и Фаниполь. К 2020 году планировалось и открытие линии, однако по состоянию на 2022 год этого так и не произошло. В 2014—2017 годах проводилась реконструкция остановочного пункта Курасовщина, в 2019—2020 годах проводились работы по капитальному ремонту с модернизацией железнодорожных остановочных пунктов Птичь, Волчковичи, Бережа, Пятигорье, Станьково для организации перевозок пассажиров поездами городских линий. До 2023 года планируется выполнить реконструкцию и капитальный ремонт станций Помыслище, Фаниполь, остановочных пунктов Дзержинск, Клыповщина, Энергетик. В случае открытия маршрута городских линий от Минска до станции Негорелое он станет самым протяжённым (более 50 километров).

## Подвижной состав
На маршрутах минской электрички используются четырёхвагонные составы семейства Stadler FLIRT производства швейцарской компании Stadler Rail AG, получивших в Белоруссии индекс ЭПг. Всего Белорусской железной дорогой было приобретено десять электропоездов: четыре из них (ЭПр) будут курсировать в региональном исполнении и шесть (ЭПг) — в городском.
Белорусской железной дорогой 19 марта 2010 года был заключён контракт на поставку шести электропоездов ЭПг для реализации проекта Минской городской электрички. Первые три поезда были поставлены в первой половине 2011 года, оставшиеся три — в первой половине 2012 года.

## Оплата проезда
Контроль за оплатой проезда осуществляется контролёрами-кондукторами в вагонах электропоездов. На электропоездах городских линий действуют две тарифные зоны — городская и пригородная. Железнодорожные платформы от Минска до станций Беларусь, Михановичи и Городище оплачиваются по городскому тарифу, остальные — по пригородному. Оплата проезда производится билетами и бесконтактными проездными, совмещенными с наземным пассажирским транспортом.
С 12 июня 2019 года оплата проезда производится также и бесконтактными банковскими картами, путём прикладывания последних к валидатору. Нововведение распространяется на городской тарифный пояс.